# Ixora polycephala
Ixora polycephala är en måreväxtart som beskrevs av Cornelis Eliza Bertus Bremekamp. Ixora polycephala ingår i släktet Ixora och familjen måreväxter. Inga underarter finns listade i Catalogue of Life.